# 소마시
소마시(일본어: 相馬市)는 일본 후쿠시마현 하마도리의 북부에 있는 시이다. 태평양과 접한다.

## 개요
센고쿠 시대 후기부터 에도 시대까지 소마씨(相馬氏)의 본거지였으며, "나카무라"(中村)로 불렸다. 그 중에서도 도쿠가와 번정 시대에는 소마씨가 다스리는 나카무라번 6만 석의 성시였다. 다이묘 유래 도시 중 하나이며, 다른 비슷한 다이묘 유래의 도시로는 이와키시(하마도리)와 오사키시(미야기현), 오야마시(도치기현) 등이 있다.
소마 말 축제가 일본에서 전국적으로 유명하며, 또한 소마 쟁반 노래 등 민요의 발상지이다. 이 도시를 연고지로 하는 소마씨 관련 문화유산이 많이 산재한다.
후쿠시마현의 다른 시정촌보다 와타리와 센다이 등 미야기현 남부와의 연결이 깊다. 나카도리의 후쿠시마시까지는 아부쿠마 산지를 넘어 55km 떨어져 있으며, 하마도리 남부의 이와키까지는 95km 떨어져 있는 반면 미야기현 중부의 센다이까지는 같은 해안에서 55km 밖에 떨어져 있지 않다.

## 역사

### 보신 전쟁 종결까지
7세기 전반의 소마시는 우다 쿠니노미야쓰코(浮田国造)의 영토였다. 그러나 율령제가 침투한 7세기 후반에는 무쓰국에 편입되었고 718년에는 무쓰국에서 분리되어 이와키국에 참가했다. 그러나 720년대에는 이와키국이 무쓰국에 편입되어 이후에는 순수한 도호쿠의 일각으로 역사를 걷게 된다.
헤이안 시대에는 "무쓰의 도카이도"의 한 거점인 "나카무라"(中村)였으며 다가조와 히라이즈미로의 원정 루트와 토쿠히메가 이와키씨로 시집 갈 때 루트가 되었다. 훗날 소마씨의 본거지가 된 나카무라성은 헤이안 시대 초기인 800년경에 사카노우에노 다무라마로가 원정의 거점으로 건설한 것이 기원이다.
12세기 후반에는 히라이즈미의 오슈 후지와라씨 지배하에 들어갔다. 그러나 가마쿠라 시대 초기인 1189년에 미나모토씨의 히라이즈미 원정에서 오슈 후지와라씨가 멸망했고 히라이즈미 원정에서 공적을 쌓은 소마씨의 지배하에 들어갔다. 이 소마씨의 지배는 1868년 보신 전쟁 종결까지 이어졌다. 그 중에서도 에도 시대에는 나카무라번의 성시가 되었다.
보신 전쟁에서는 나카무라성 주변도 전쟁터가 되었고, 1868년 9월 22일에 나카무라성은 메이지 정부군에 접수되어 나카무라번은 패배했다.

### 보신 전쟁 종결 후
1871년 8월 29일 폐번치현으로 나카무라번은 나카무라현(中村県)으로 개편되었고 소마역 근처에 해당하는 곳에 현청이 설치되었다. 그러나 얼마 지나지 않은 1872년 1월 9일에 나카무라현과 다이라현(구 이와키 다이라번)이 합병하고 이와사키현(磐前県)이 성립하여 나카무라는 현청을 잃었다. 이어 1876년 8월 21일에는 이와사키현이 후쿠시마현(나카도리), 와카마쓰현(아이즈 지역)과 합병하여 새로운 후쿠시마현이 성립하였고, 이후에는 후쿠시마현에 합병되었다.
20세기 전반에는 삼림 철도와 조반 탄전이 개발되는 등 하마도리의 대다수가 "에너지 자원 지대"화하는 한편, 옛 도시에 있던 나카무라(소마시 중심부에 해당)와 다이라(이와키시 중심부에 해당)는 "에너지원 지대"와 인연이 얇은 도시였다. 그런데 20세기 후반의 고도 경제 성장기 이후에는 하마도리의 대부분이 발전소 지대로 변해 마쓰카와우라와 가까운 소마시 연안부와 신치정은 공업 단지로 개발되었다.
- 1889년 4월 1일 - 정촌제 시행과 함께 우다군 나카무라정, 이토요촌, 이소베촌, 오노촌, 마쓰가에촌, 야와타촌, 야마카미촌, 다마노촌이 성립하였다.
- 1896년 4월 1일 - 우다군이 나메가타군과 합병해 소마군이 성립하였다.
- 1897년 11월 10일 - 조반선 나카무라역(현 소마역)이 개업하였다.
- 1900년 2월 13일 - 이소베촌의 일부가 분리되어 닛타키촌이 성립하였다.
- 1929년 5월 3일 - 마쓰가에촌이 나카무라정에 편입되었다.
- 1954년 3월 31일 - 나카무라정, 오노촌, 이토요촌, 야와타촌, 야마카미촌, 다마노촌, 닛타키촌, 이소베촌 등 8개 정·촌이 합병하여 소마시가 신설되었다.[1]
- 2011년 3월 11일 - 동일본 대지진으로 피해를 받았다.

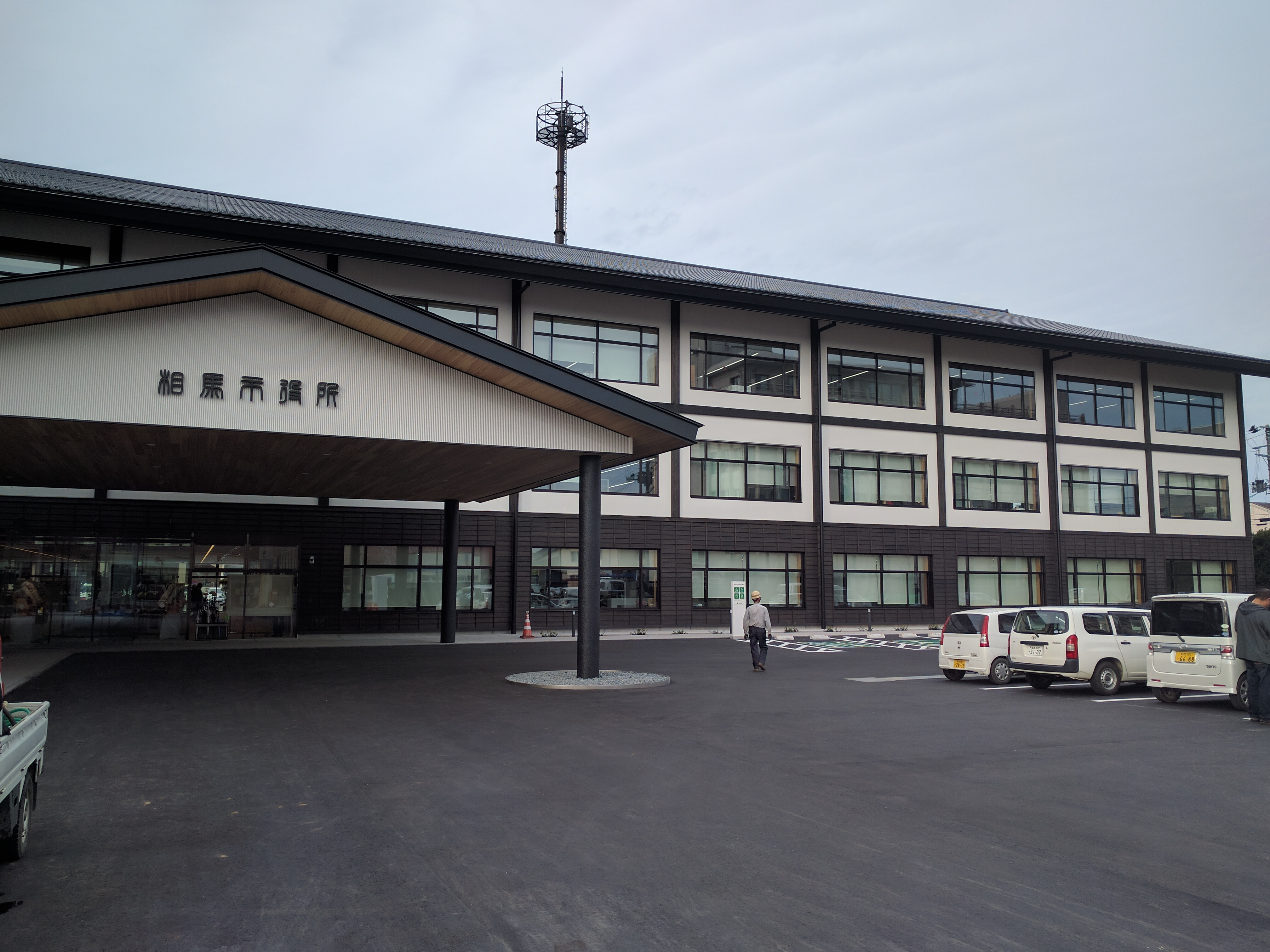
소마시청

## 지리
서쪽으로 아부쿠마 고지가 있고 동쪽으로 태평양과 접하며, 우다강과 고이즈미강의 하구에 석호인 마쓰카와우라가 있다.
- 하천: 우다강
- 호수: 마쓰카와우라

### 기후
도호쿠 지방에 속해 눈이 많다고 생각하기 쉽지만 동해에서 불어 오는 계절풍은 산맥에 의해 차단되기 때문에 겨울철이라도 눈이 적다. 8월 평균 기온은 24.2℃로 여름은 시원하고 열대야가 되는 일은 거의 없다. 1월 평균 기온은 2.2℃으로 후쿠시마현 내에서는 온난한 편이다.
| 소마시의 기후                                                | 소마시의 기후 | 소마시의 기후 | 소마시의 기후 | 소마시의 기후 | 소마시의 기후 | 소마시의 기후 | 소마시의 기후 | 소마시의 기후 | 소마시의 기후 | 소마시의 기후 | 소마시의 기후 | 소마시의 기후 | 소마시의 기후   |
| 월                                                           | 1월           | 2월           | 3월           | 4월           | 5월           | 6월           | 7월           | 8월           | 9월           | 10월          | 11월          | 12월          | 연간            |
| ------------------------------------------------------------ | ------------- | ------------- | ------------- | ------------- | ------------- | ------------- | ------------- | ------------- | ------------- | ------------- | ------------- | ------------- | --------------- |
| 역대 최고 기온 °C (°F)                                       | 18.4 (65.1)   | 22.7 (72.9)   | 26.0 (78.8)   | 31.0 (87.8)   | 32.5 (90.5)   | 36.3 (97.3)   | 36.8 (98.2)   | 37.6 (99.7)   | 35.7 (96.3)   | 31.1 (88.0)   | 26.4 (79.5)   | 23.0 (73.4)   | 37.6 (99.7)     |
| 일평균 최고 기온 °C (°F)                                     | 6.7 (44.1)    | 7.3 (45.1)    | 10.6 (51.1)   | 15.8 (60.4)   | 20.4 (68.7)   | 23.0 (73.4)   | 26.6 (79.9)   | 28.2 (82.8)   | 25.0 (77.0)   | 20.0 (68.0)   | 14.8 (58.6)   | 9.5 (49.1)    | 17.3 (63.2)     |
| 일일 평균 기온 °C (°F)                                       | 2.2 (36.0)    | 2.5 (36.5)    | 5.4 (41.7)    | 10.5 (50.9)   | 15.5 (59.9)   | 19.0 (66.2)   | 22.7 (72.9)   | 24.2 (75.6)   | 20.8 (69.4)   | 15.4 (59.7)   | 9.7 (49.5)    | 4.7 (40.5)    | 12.7 (54.9)     |
| 일평균 최저 기온 °C (°F)                                     | −2.5 (27.5)   | −2.3 (27.9)   | 0.0 (32.0)    | 5.0 (41.0)    | 10.9 (51.6)   | 15.6 (60.1)   | 19.7 (67.5)   | 20.8 (69.4)   | 17.1 (62.8)   | 10.8 (51.4)   | 4.4 (39.9)    | −0.1 (31.8)   | 8.3 (46.9)      |
| 역대 최저 기온 °C (°F)                                       | −11.9 (10.6)  | −14.0 (6.8)   | −8.5 (16.7)   | −5.4 (22.3)   | 1.6 (34.9)    | 7.3 (45.1)    | 11.7 (53.1)   | 12.5 (54.5)   | 7.3 (45.1)    | −0.7 (30.7)   | −3.9 (25.0)   | −9.2 (15.4)   | −14.0 (6.8)     |
| 평균 강수량 mm (인치)                                        | 47.4 (1.87)   | 34.6 (1.36)   | 77.8 (3.06)   | 97.4 (3.83)   | 113.0 (4.45)  | 146.9 (5.78)  | 190.8 (7.51)  | 166.8 (6.57)  | 225.0 (8.86)  | 198.8 (7.83)  | 60.3 (2.37)   | 34.9 (1.37)   | 1,381.2 (54.38) |
| 평균 강수일수 (≥ 1.0 mm)                                     | 4.2           | 4.9           | 7.9           | 8.5           | 9.2           | 12.5          | 13.7          | 11.7          | 11.9          | 8.7           | 5.8           | 4.8           | 103.8           |
| 평균 월간 일조시간                                           | 180.3         | 175.5         | 193.2         | 193.7         | 192.2         | 147.5         | 132.8         | 156.8         | 129.1         | 144.2         | 152.9         | 163.9         | 1,961.9         |
| 출처: 일본 기상청 (평년값: 1991년~2020년, 극값: 1976년~현재) |               |               |               |               |               |               |               |               |               |               |               |               |                 |

## 관광지
- 나카무라성터
- 소마 나카무라 신사
  - 말 쫓아 축제의 말을 사육하는 마구간도 설치되어있다.
- 백척 관음
- 마쓰카와우라

## 교통
철도는 가까운 센다이 방면(북쪽)부터 순서대로 정비된 반면 고속도로는 먼 이와키·미토 방면(남쪽)부터 순서대로 정비되었다.
이 결과 2011년 3월 11일 동일본 대지진과 후쿠시마 제1 원자력 발전소 사고에 의해 북쪽으로는 조반선의 단절 구간이 발생하고 남쪽으로는 핵 사고로 인한 출입금지구역이 설정되었기 때문에 2013년 3월 11일 시점에서는 센다이 방면으로 갈 때는 국도 6호선을 이용할 수밖에 없게 되었다.
덧붙여 2015년 3월 1일에는 조반 자동차도가 전 구간 개통하여 센다이 방면(북쪽)과 이와키·미토 방면(남쪽) 모두 조반 자동차도를 통한 왕래가 가능하게 되었다.

### 철도
- 동일본 여객철도 조반선

중심 역은 소마역이다. 동일본 대지진의 영향으로 소마역과 와타리역 사이에서 조반선 대행 버스가 운행되기 시작했다.

### 도로
- 조반 자동차도
- 국도 6호선
- 국도 113호선
- 국도 115호선

## 인구
| 연도 | 인구   | ±%     |
| ---- | ------ | ------ |
| 1920 | 27,858 | —      |
| 1930 | 31,627 | +13.5% |
| 1940 | 31,887 | +0.8%  |
| 1950 | 44,375 | +39.2% |
| 1960 | 41,352 | −6.8%  |
| 1970 | 37,189 | −10.1% |
| 1980 | 37,332 | +0.4%  |
| 1990 | 39,134 | +4.8%  |
| 2000 | 38,842 | −0.7%  |
| 2010 | 37,817 | −2.6%  |

## 자매 도시
- 일본 지바현 나가레야마시
- 일본 홋카이도 다이키정
- 일본 홋카이도 도요코로정

## 같이 보기
- 소마 나카무라번
- 소마 말 축제